# Жоашен дю Беле
Жоашен дю Беле (на френски: Joachim du Bellay) е френски поет и критик, член на Плеядата. Неговата „La Défense et illustration de la langue française“ се превръща в своеобразен манифест на движението. Той е автор и на първия сборник с оди, както и на първите любовни сонети на френски език.

## Биография и творчество
Дю Беле е роден в благородническо семейство в Западна Франция. Учи право в Поатие и Париж. През 1549 г. публикува първите си сонети, вдъхновени от Петрарка. По това време Жоашен дю Беле се включва в дейността на Плеядата, литературна група, застъпваща се за създаването на модерна литература на френски език.
През 1553 г. Жоашен заминава за Рим със своя братовчед Жан дю Беле, кардинал и известен дипломат. След завръщането си във Франция през 1558 г. публикува две стихосбирки, изпълнени с меланхолия и горчива ирония.
Жоашен дю Беле умира малко по-късно, в началото на 1560 г.